# Ambatondrazaka
Ambatondrazaka – miasto na Madagaskarze, stolica regionu Alaotra-Mangoro. Według spisu z 2018 roku liczy 47,6 tys. mieszkańców. W mieście znajduje się port lotniczy Ambatondrazaka (WAM). Leży na południe, od największego jeziora na Madagaskarze – Alaotry. 